# 東京ディズニーランドのレストランの一覧
東京ディズニーランドのレストランの一覧（とうきょうディズニーランドのレストランのいちらん）は東京ディズニーランド内に設置されたレストランの一覧である。
現在あるレストランはエリア別に五十音順となっている。

## ワールドバザール

### アイスクリームコーン
| アイスクリームコーン | アイスクリームコーン                                 |
| -------------------- | ---------------------------------------------------- |
| オープン日           | 1983年4月15日 (東京ディズニーランドと同時にオープン) |
| スポンサー           | 明治                                                 |
| タイプ               | カウンターサービス                                   |
| 座席数               | 約200席                                              |
| PS                   | 対象外                                               |

アイスクリームコーン(Ice Cream Cones)は、カウンターサービスのアイスクリーム専門店。アイスクリームのほか、シャーベットを販売している。座席は屋内外合わせて約200席。スポンサーは明治（2011年（平成23年）3月までは明治乳業）。

### イーストサイド・カフェ
| イーストサイド・カフェ | イーストサイド・カフェ                               |
| ---------------------- | ---------------------------------------------------- |
| オープン日             | 1983年4月15日 (東京ディズニーランドと同時にオープン) |
| スポンサー             | 山崎製パン                                           |
| タイプ                 | テーブルサービス                                     |
| 座席数                 | 約240席                                              |
| アルコール             | ○                                                    |
| PS                     | ○                                                    |

イーストサイド・カフェ(Eastside Cafe)は、パスタ料理がメインのテーブルサービスのレストラン。座席は約240席。スポンサーは山崎製パン。
名前の由来は、ニューヨーク州マンハッタン島東部地区のイーストサイドというビクトリア王朝風のなごりをとどめている街。
プライオリティ・シーティング取り扱いレストランである。
2006年（平成18年）3月17日のリニューアルまでは、肉料理を中心としたグリル料理がメインだったが、パスタ料理を扱っていた「スウィートハート・カフェ」がリニューアルされパスタ料理がなくなるのに伴い、こちらの扱いとなった。
2020年10月1日よりアルコール飲料の販売が開始された。

### グレートアメリカン・ワッフルカンパニー
| グレートアメリカン・ワッフルカンパニー | グレートアメリカン・ワッフルカンパニー |
| -------------------------------------- | -------------------------------------- |
| オープン日                             | 1998年7月17日                          |
| タイプ                                 | カウンターサービス                     |
| 座席数                                 | 約160席                                |
| PS                                     | 対象外                                 |

グレートアメリカン・ワッフルカンパニー(Great American Waffle Co.)は、ワッフルを扱うカウンターサービスのレストラン。座席は屋内外合わせて約160席。このレストランのメニューにあるミッキー形のワッフルはパークを代表するデザートの一つ。1998年7月17日オープン。

### スウィートハート・カフェ
| スウィートハート・カフェ | スウィートハート・カフェ |
| ------------------------ | ------------------------ |
| オープン日               | 1993年4月15日            |
| スポンサー               | 明治                     |
| タイプ                   | カウンターサービス       |
| 座席数                   | 約90席                   |
| PS                       | 対象外                   |

スウィートハート・カフェ(Sweetheart Cafe)は、デザートやベーカリーなどの軽食を扱うカウンターサービスのレストラン。スポンサーは明治（2011年3月までは明治乳業）。1993年4月15日、「アイスクリームパーラー」の跡地にオープン。
スウィートハートとは、アメリカ人のカップルがお互いを呼び合うのに使う言葉。そのため、店内には恋人や結婚式、家族の写真などが飾られている。
以前は、さまざまな種類のパスタなどを扱うテーブルサービスのレストランだったが、2006年2月20日をもってクローズ。同年4月27日にリニューアルされる。
バックグラウンドストーリーこのスウィートハート・カフェは昔、「アイスクリームパーラー」として老人の夫婦によって経営されていた。やがて、その夫婦が金婚式を迎えるにあたって。現在の「スウィートハート・カフェ」という名称に変更した。2006年のリニューアル前まではその名残として、スウィートハートカフェの入り口には「アイスクリームパーラー」と書かれたロゴの看板があった（現在は撤去）。店舗の変遷とバックグラウンドストーリーがリンクしたレストランでもある。

### センターストリート・コーヒーハウス
| センターストリート・コーヒーハウス | センターストリート・コーヒーハウス                   |
| ---------------------------------- | ---------------------------------------------------- |
| オープン日                         | 1983年4月15日 (東京ディズニーランドと同時にオープン) |
| スポンサー                         | UCC上島珈琲                                          |
| タイプ                             | テーブルサービス                                     |
| 座席数                             | 約210席                                              |
| アルコール                         | ○                                                    |
| PS                                 | ○                                                    |

センターストリート・コーヒーハウス(Center Street Coffeehouse)は、テーブルサービスのレストラン。開園と同時にオープンし、営業時間が比較的長い。午前10時までは朝食メニューを販売。内装、外装ともにアールデコ様式で統一されている。フリーリフィル（フリードリンク）を実施している。座席数は約210席。スポンサーはUCC上島珈琲。
長らくプライオリティ・シーティングの対象ではなかったが、2015年12月1日から導入され2018年2月28日をもって対象外となった。
2016年1月12日～3月5日の改装を経て、3月6日にリニューアルオープンした。今まではエビフライやハンバーグ、サンドウィッチ、チキンカレーなどのファミリー向けのメニューを扱っていたが、ワンプレート料理へと移行した。これに伴いメインディッシュの単品での注文は出来なくなった。同時に朝食メニューはパンケーキからパイへと変更された。
2020年7月1日よりプライオリティ・シーティングの対象となる。

### リフレッシュメントコーナー
| リフレッシュメントコーナー | リフレッシュメントコーナー                           |
| -------------------------- | ---------------------------------------------------- |
| オープン日                 | 1983年4月15日 (東京ディズニーランドと同時にオープン) |
| スポンサー                 | 日本コカ・コーラ                                     |
| タイプ                     | カウンターサービス                                   |
| 座席数                     | 約170席                                              |
| PS                         | 対象外                                               |

リフレッシュメントコーナー(Refreshment Corner)は、ホットドッグやフレンチフライなどの軽食を扱うカウンターサービスのレストラン。座席は屋内外合わせて約170席。外のテラス席からは、シンデレラ城を眺めることができる。内装は19世紀後半のビクトリア様式で暖色系の色で統一されている。スポンサーは日本コカ・コーラで、店内には昔のコカ・コーラのロゴが描かれたポスター、ロゴ入りのステンドグラスがある。

## アドベンチャーランド

### カフェ・オーリンズ
| カフェ・オーリンズ | カフェ・オーリンズ                                   |
| ------------------ | ---------------------------------------------------- |
| オープン日         | 1983年4月15日 (東京ディズニーランドと同時にオープン) |
| タイプ             | カウンターサービス                                   |
| 座席数             | 約190席                                              |
| PS                 | 対象外                                               |

カフェ・オーリンズ(Cafe Orleans)は、カウンターサービスのクレープ専門店。座席は屋内外合わせて約190席。甘いクレープ以外にも、ソーセージが入った甘くないクレープなどさまざまな種類を扱う。ジャズバンド「ロイヤルストリート・シックス」の演奏が行われていた。

### クリスタルパレス・レストラン
| クリスタルパレス・レストラン | クリスタルパレス・レストラン                         |
| ---------------------------- | ---------------------------------------------------- |
| オープン日                   | 1983年4月15日 (東京ディズニーランドと同時にオープン) |
| スポンサー                   | 明治                                                 |
| タイプ                       | ブッフェスタイル                                     |
| 座席数                       | 約380席                                              |
| アルコール                   | ○                                                    |
| PS                           | ○                                                    |

クリスタルパレス・レストラン(Crystal Palace Restaurant)は、ブッフェスタイルのレストラン。座席数約380席。スポンサーは明治（2011年3月までは明治乳業）。
開園時間直後からは朝食限定の「ディズニーキャラクターブレックファスト」を実施しており、ディズニー映画『くまのプーさん』に登場するプーさんやティガー、ピグレットなどのキャラクターが、各テーブルをグリーティングにまわり写真を撮ることなどができる。「キャラクターブレックファスト」を実施している時間は、ブッフェスタイルではなくセットメニューになる。ただし、開園時間が10時の場合は実施されない。
2005年7月20日にリニューアルし、バフェテリアサービスからブッフェスタイルに変更された。
2014年4月1日よりプライオリティ・シーティングが導入された。ただし、ディズニーキャラクターブレックファストは対象外。
2016年1月11日～2016年4月14日はプライオリティ・シーティングのみ受付。当日並んでも入れない。（ディズニーキャラクターブレックファストは通常通り開園から先着順の受付）
2016年4月15日より、ディズニーキャラクターブレックファストもプライオリティ・シーティングの対象となった。ディズニーキャラクターブレックファストは当日予約はできない。
ディズニーキャラクターブレックファストは2019年7月8日をもって終了した。
バックグラウンドストーリー3つのドームから外光が差し込むガラス張りのエレガントな宮殿で、ヴィクトリア時代の流行を取り入れた温室風のデザインが特徴。1851年に開催されたロンドン万国博覧会会場の水晶宮（クリスタル・パレス）がモデル

### ザ・ガゼーボ
| ザ・ガゼーボ | ザ・ガゼーボ                                         |
| ------------ | ---------------------------------------------------- |
| オープン日   | 1983年4月15日 (東京ディズニーランドと同時にオープン) |
| タイプ       | カウンターサービス                                   |
| 座席数       | 約110席                                              |
| アルコール   | ○                                                    |

ザ・ガゼーボ(The Gazebo)は、カウンターサービスのレストラン。かつてはスープ専門店やブレッドコーン専門店であった。2021年5月現在、食べ歩きスナックを販売。座席は屋外のみで約110席。夏場はシェイブアイス（かき氷）を扱う。

### スキッパーズ・ギャレー
| スキッパーズ・ギャレー | スキッパーズ・ギャレー |
| ---------------------- | ---------------------- |
| オープン日             | 1997年7月19日          |
| タイプ                 | ワゴン・サービス       |

スキッパーズ・ギャレー(The Skipper's Galley)は、「テリヤキチキンレッグ」のみを扱うワゴン。1997年7月19日オープン。昔は「スモークBBQチキンレッグ」を取り扱っていた。
バックグラウンドストーリー「ジャングルクルーズ」の元スキッパー（船長）が開いた店という設定。

### スクウィーザーズ・トロピカル・ジュースバー
| スクウィーザーズ・トロピカル・ジュースバー | スクウィーザーズ・トロピカル・ジュースバー |
| ------------------------------------------ | ------------------------------------------ |
| オープン日                                 | 1992年7月21日                              |
| タイプ                                     | カウンターサービス                         |

スクウィーザーズ・トロピカル・ジュースバー(Squeezer's Tropical Juice Bar)は、カウンターサービスのレストラン。現在はサンデーをメインに販売している。以前はドールがスポンサーだった為、ドールホイップというパイナップル、オレンジ、ミックスの三種類のソフトクリームを販売していた。(現在は降板している。)
バックグラウンドストーリー店名の「スクウィーザー」とはこの店のオーナー（という設定）の熱帯に住むヘビの名前。スクウィーザーはレストランの看板にくっついている。

### チャイナボイジャー
| チャイナボイジャー | チャイナボイジャー |
| ------------------ | ------------------ |
| オープン日         | 1992年7月21日      |
| タイプ             | カウンターサービス |
| 座席数             | 約270席            |
| アルコール         | ○                  |

チャイナボイジャー(China Voyager)は、ラーメンや点心など、中華料理を唯一扱うカウンターサービスのレストラン。オープン当初はバフェテリアサービスのレストランだった。座席は屋内外合わせて約270席。通常販売している麺のほかに、季節限定の麺がメニューに出ることもある。テーブル席の一部は「ボイラールーム・バイツ」と共用になっている。
バックグラウンドストーリー「スイスファミリー・ツリーハウス」を建てたロビンソン一家と対決し、敗れてしまった海賊が船の修理工場を始めるが失敗。その建物を海賊船に仕えていたコックの親類が買い、当時のレシピを用いてレストランを開いた。

### パークサイドワゴン
| パークサイドワゴン | パークサイドワゴン |
| ------------------ | ------------------ |
| オープン日         | 1992年3月19日      |
| タイプ             | ワゴン・サービス   |

パークサイドワゴン(Parkside Wagon)は、パーク名物のチュロスのみを扱うワゴン。1920年代のアメリカの街角でポップコーンを売っていたフードサービストラックのレプリカ。チュロスの味はシナモンチュロスのみ（イベント時期を除く）。ワールドバザールとアドベンチャーランドの境目付近に位置する緑のワゴン。昔は赤かったがワゴンがリニューアルされた。

### フレッシュフルーツオアシス
| フレッシュフルーツオアシス | フレッシュフルーツオアシス |
| -------------------------- | -------------------------- |
| オープン日                 | 1995年7月20日              |
| タイプ                     | ワゴン・サービス           |

フレッシュフルーツオアシス(Fresh Fruit Oasis)は、生の果物やミネラルウォーターなどを扱うワゴン。昔はりんごやオレンジを丸ごと売っていた。現在はフレッシュフルーツカップとしてカットされたものの詰め合わせを販売している。冬期は温かいペットボトルの販売もある。

### ボイラールーム・バイツ
| ボイラールーム・バイツ | ボイラールーム・バイツ |
| ---------------------- | ---------------------- |
| オープン日             | 1992年7月21日          |
| タイプ                 | カウンターサービス     |
| 座席数                 | 約130席                |

ボイラールーム・バイツ(Boiler Room Bites)は、ミッキーマウスまんやミニーマウスまんを扱うカウンターサービスのレストラン。座席は屋内外合わせて約130席。以前は「ボイラールーム・バーベキュー」という名称で、串焼きや焼きおにぎりなどを販売していたが、2003年3月5日にリニューアルし今の店舗になった。テーブル席の一部は「チャイナボイジャー」と共用になっている。

### ポリネシアンテラス・レストラン
| ポリネシアンテラス・レストラン | ポリネシアンテラス・レストラン                       |
| ------------------------------ | ---------------------------------------------------- |
| オープン日                     | 1983年4月15日 (東京ディズニーランドと同時にオープン) |
| スポンサー                     | キッコーマン                                         |
| タイプ                         | テーブルサービス                                     |
| 座席数                         | 約230席                                              |
| アルコール                     | ○                                                    |
| PS                             | ○                                                    |

ポリネシアンテラス・レストラン(Polynesian Terrace Restaurant)は、東京ディズニーランドで数少ないショーを見ながら食事ができるレストラン。座席は約230席。夜は「ミッキーのレインボー・ルアウ」が上演される。また、ショーレストランは完全予約制で、東京ディズニーランドのホームページで受け付けている。スポンサーはキッコーマン。
このようなタイプのレストランは、ほかにウエスタンランドの「ザ・ダイヤモンドホースシュー」がある。
以前はランチショーを行っていたが2020年3月31日をもって終了し、その後のランチではショーは公演せず食事のみの提供となっている。また、ランチ時間帯はプライオリティ・シーティングの対象となる。

## ウエスタンランド

### ザ・ダイヤモンドホースシュー
| ザ・ダイヤモンドホースシュー | ザ・ダイヤモンドホースシュー                         |
| ---------------------------- | ---------------------------------------------------- |
| オープン日                   | 1983年4月15日 (東京ディズニーランドと同時にオープン) |
| スポンサー                   | プリマハム                                           |
| タイプ                       | テーブルサービス                                     |
| 座席数                       | 約220席                                              |
| アルコール                   | ○                                                    |
| PS                           | ○                                                    |

ザ・ダイヤモンドホースシュー(The Diamond Horseshoe)は、東京ディズニーランドで数少ないショーを見ながら食事ができるレストラン。完全予約制で、東京ディズニーリゾート・オンライン予約・購入サイトより予約が可能。
昼と夜でそれぞれ異なるショーを上演しており、メニュー内容もそれぞれ異なるが、どちらもコース料理。昼は「トイ・ストーリーシリーズ」のキャラクターであるウッディやジェシーらが登場する「ホースシュー・ラウンドアップ」を、夜はミッキーマウスやミニーマウスが登場する「ザ・ダイヤモンドホースシュー・プレゼンツ "ミッキー＆カンパニー"」が上演される。店名の「ホースシュー（Horseshoe）」とは馬の蹄鉄のことで、このレストランのレイアウトが馬の蹄鉄のような形をしていることに由来。以前はスルーフットスーのダイヤモンドホースシューという名称だった。
2020年10月1日よりアルコール飲料の販売が開始された。また、同日より、プライオリティ・シーティングの対象となる。

このようなタイプのレストランは、ほかにアドベンチャーランドの「ポリネシアンテラス・レストラン」がある。

### プラザパビリオン・レストラン
| プラザパビリオン・レストラン | プラザパビリオン・レストラン                         |
| ---------------------------- | ---------------------------------------------------- |
| オープン日                   | 1983年4月15日 (東京ディズニーランドと同時にオープン) |
| スポンサー                   | プリマハム                                           |
| タイプ                       | パフェテリアサービス                                 |
| 座席数                       | 約390席                                              |
| アルコール                   | ○                                                    |

プラザパビリオン・レストラン(Plaza Pavillion Restaurant)は、ハンバーグやエビフライなどファミリー向けのメニューを扱う、バフェテリアサービスのレストラン。座席は屋内外合わせて約390席。園内最大のパティオが特徴的な建物で、19世紀末のアメリカ西部にちなんだスタイルである。スポンサーはプリマハム。

### ペコスビル・カフェ
| ペコスビル・カフェ | ペコスビル・カフェ                                   |
| ------------------ | ---------------------------------------------------- |
| オープン日         | 1983年4月15日 (東京ディズニーランドと同時にオープン) |
| タイプ             | カウンターサービス                                   |
| 座席数             | 約60席                                               |
| PS                 | 対象外                                               |

ペコスビル・カフェ(Pecos Bill Cafe)は、メイプルチュロスなどの軽食を扱う、カウンターサービスのレストラン。座席は屋外のみで約60席。かつてはトルティーヤラップサンドを販売していた。
バックグラウンドストーリー店名はアメリカ西部の民話に登場する凄腕ガンマン、ペコス・ビルから。ちなみにビルの恋人はスルーフットスーで、隣りの「スルーフットスーのダイヤモンドホースシュー」で開催されるショーに登場する。

## クリッターカントリー

### グランマ・サラのキッチン
| グランマ・サラのキッチン | グランマ・サラのキッチン |
| ------------------------ | ------------------------ |
| オープン日               | 1992年10月1日            |
| タイプ                   | カウンターサービス       |
| 座席数                   | 約480席                  |

グランマ・サラのキッチン(Grandma Sara's Kitchen)は、ドリアやシチュー、ハンバーグなどの洋食が中心の、カウンターサービスのレストラン。座席は屋内外合わせて約480席。スペシャルイベント開催時にはスペシャルメニューが登場する。2003年にメニューをフルリニューアルした。店内はとても広くゆったりとした雰囲気なので人気は高く、よく混雑している。
バックグラウンドストーリー

サラ・マスクラットは、クリッターの郷では世界一の料理人と評判のジャコウネズミのおばあちゃん。動物たちだけでなく、人間たちにも食べてもらうためにビーバーブラザーズにキッチンを改造してもらいできたレストラン。暖炉のそばにはビーバーブラザーズの肖像画が飾られている。1階ダイニングで居眠りをしているのはサラおばさんのご主人。煙突があり、煙が立ち上るとサラおばあちゃんが料理を作り始めたことを示す。ビーバーブラザーズが設計ミスした跡が「スプラッシュ・マウンテン」に近い入口正面にある大黒柱にある。

### ラケッティのラクーンサルーン
| ラケッティのラクーンサルーン | ラケッティのラクーンサルーン |
| ---------------------------- | ---------------------------- |
| オープン日                   | 1992年10月1日                |
| タイプ                       | カウンターサービス           |

ラケッティのラクーンサルーン(Rackety's Raccoon Saloon)は、トルティーヤやソフトドリンク、チュロスを扱っている。チュロスはメイプル味。ラケッティとは、クリッターカントリーのバックグラウンドストーリーに登場するアライグマ（店名の「ラクーン "Raccoon"」はアライグマの意）のこと。
バックグラウンドストーリー
昔、密造酒を作っていたラケッティは誤って蒸留器を爆発させてしまい、ダムを壊滅させてしまった。その水がチカピンヒルという丘に流れ込み、スプラッシュ・マウンテンと呼ぶようになった。そして反省したラケッティは密造から足を洗い、この店を開いた。爆発の原因となった蒸留器がカウンターの奥に置かれている。

## ファンタジーランド

### キャプテンフックス・ギャレー
| キャプテンフックス・ギャレー | キャプテンフックス・ギャレー                         |
| ---------------------------- | ---------------------------------------------------- |
| オープン日                   | 1983年4月15日 (東京ディズニーランドと同時にオープン) |
| タイプ                       | カウンターサービス                                   |
| 座席数                       | 約230席                                              |

キャプテンフックス・ギャレー(Captain Hook's Galley)は、ピザを専門に扱うカウンターサービスのレストラン。座席は屋内外合わせて約230席（トルバドールタバンと共有）。「シーフードピザ」と「ベーコンとパイナップルのピザ」の2種類がある。また、パレードルートに面しているので、テラス席に座りながらパレードを見ることができる。
バックグラウンドストーリー店名の「キャプテンフック（Captain Hook）」とはディズニー映画『ピーター・パン』に登場するフック船長のこと。この店の店長はその名の通りフック船長で、料理長はミスター・スミー。

### クイーン・オブ・ハートのバンケットホール
| クイーン・オブ・ハートのバンケットホール | クイーン・オブ・ハートのバンケットホール |
| ---------------------------------------- | ---------------------------------------- |
| オープン日                               | 1998年11月13日                           |
| タイプ                                   | パフェテリアサービス                     |
| 座席数                                   | 約500席                                  |

クイーン・オブ・ハートのバンケットホール(Queen of Hearts Banquet Hall)は、スープや肉料理、サラダ、エビフライ、デザートなどを扱う、バフェテリアサービスのレストラン。座席は約500席。ディズニー映画『ふしぎの国のアリス』に登場したハートの女王の城がモチーフ。

また2006年4月12日までは、アドベンチャーランドにある「クリスタルパレス・レストラン」と同じく「ディズニーキャラクターブレックファスト」を実施していた。開園時間から1時間半にわたって『ふしぎの国のアリス』に登場するキャラクターが席をめぐり、キャラクターブレックファスト実施時はバフェテリアサービスではなく、セットメニューだった。

### クレオズ
| クレオズ   | クレオズ           |
| ---------- | ------------------ |
| オープン日 | 1996年7月20日      |
| タイプ     | カウンターサービス |

クレオズ(Cleo's)は、ソフトドリンクを扱うドリンクスタンド。かつてはミッキー形どら焼き「ミッキースマイル」を取り扱っていた。
バックグラウンドストーリーディズニー映画『ピノキオ』に登場するゼペットじいさんが作ったお店。店名はゼペットじいさんが飼っていた金魚「クレオ」から。屋根の上のクレオ形の風見鶏が目印。

### トルバドールタバン
| トルバドールタバン | トルバドールタバン                                   |
| ------------------ | ---------------------------------------------------- |
| オープン日         | 1983年4月15日 (東京ディズニーランドと同時にオープン) |
| タイプ             | カウンターサービス                                   |
| アルコール         | ○                                                    |

トルバドールタバン(Troubadour Tavern)は、カウンターサービスのソフトクリーム専門店。座席は屋内外合わせて約230席（キャプテンフックス・ギャレーと共有）。味はバニラ、キャラメル、バニラとキャラメルのミックスの3種類。パレードルートに面しているので、テラス席に座りながらパレードを見ることも可能。
バックグラウンドストーリー店名の「トルバドール（Troubadour）」はフランス語で吟遊詩人、「タバン（Tavern）」は居酒屋を意味する。

### ビレッジペイストリー
| ビレッジペイストリー | ビレッジペイストリー |
| -------------------- | -------------------- |
| オープン日           | 1997年7月31日        |
| タイプ               | ワゴンサービス       |

ビレッジペイストリー(Village Pastry)は、パイ生地に甘いソースが入ったティポトルタという菓子を扱うワゴン。ソースはカスタード、ブルーベリー、小倉、スウィートポテト、などがあり、常時2種類のソースがある（季節によってソースの種類は変わる）。

人形劇を上演する馬車をモチーフにしている。

### マジカルマーケット
| マジカルマーケット | マジカルマーケット |
| ------------------ | ------------------ |
| オープン日         | 2018年4月27日      |
| タイプ             | カウンターサービス |

マジカルマーケット(Magical Market)は、季節のメニューやソフトドリンクを扱う、カウンターサービスのレストラン。2018年4月27日に「ファンタジーギフト」の跡地にオープンした。山小屋風の外観が印象的な建物で、店内には野菜のプロップスや樽などが飾られており、海外の市場のような雰囲気を漂わせている。

### ラ・タベルヌ・ド・ガストン
| ラ・タベルヌ・ド・ガストン | ラ・タベルヌ・ド・ガストン |
| -------------------------- | -------------------------- |
| オープン日                 | 2020年9月28日              |
| タイプ                     | カウンターサービス         |
| 座席数                     | 約200席                    |
| アルコール                 | ○                          |

ラ・タベルヌ・ド・ガストン(La Taverne de Gaston)は、ディズニー映画『美女と野獣』に登場するヴィランのガストンの酒場をモチーフにした、トーストやクロワッサンなどを扱うカウンターサービスのレストラン。座席数は約200席。グランドオープン当初はプライオリティ・シーティングの対象となっていた。
バックグラウンドストーリー店内にはガストンの肖像画や鹿の角、動物の彫刻などが飾られている。

### ル・フウズ
| ル・フウズ | ル・フウズ         |
| ---------- | ------------------ |
| オープン日 | 2020年9月28日      |
| タイプ     | カウンターサービス |

ル・フウズ(LeFou's)は、チュロスを扱うカウンターサービスのレストラン。
バックグラウンドストーリーディズニー映画『美女と野獣』に登場するガストンの子分のル・フウが経営しているスナックのお店。東京ディズニーランド初登場のアップルキャラメル味のチュロスを取り扱っている。

### ル・プティポッパー
| ル・プティポッパー | ル・プティポッパー |
| ------------------ | ------------------ |
| オープン日         | 2020年9月28日      |
| タイプ             | カウンターサービス |

ル・プティポッパー( Le Petit Popper)は、ポップコーンを扱う、カウンターサービスのレストラン。

## トゥーンタウン

### ディンギードリンク
| ディンギードリンク | ディンギードリンク |
| ------------------ | ------------------ |
| オープン日         | 1997年7月18日      |
| クローズ日         | 2022年1月31日      |
| タイプ             | ワゴンサービス     |

ディンギードリンク(Dinghy Drinks)は、ペットボトルのソフトドリンクを主に扱っていたワゴン。
バックグラウンドストーリー店名の「ディンギー（Dinghy）」とは小型のボートを意味している。ワゴンはドナルドの小さなボートを改造したもの。

### トゥーントーン・トリート
| トゥーントーン・トリート | トゥーントーン・トリート |
| ------------------------ | ------------------------ |
| オープン日               | 2013年3月18日            |
| タイプ                   | カウンターサービス       |

トゥーントーン・トリート（Toontone Treats）はデイジーのスナックワゴンとグーフィーのドリンクスタンドが結合したワゴン。2013年3月18日オープン。一部デイジーのスナックワゴンのメニューを引き継いでいる。夏期を除き「ロングナン ミートソース」を販売している。

### トゥーンポップ
| トゥーンポップ | トゥーンポップ |
| -------------- | -------------- |
| オープン日     | 1996年4月15日  |
| タイプ         | ワゴンサービス |

トゥーンポップ(Toon Pop)は、甘いキャラメルポップコーンを扱うワゴン。トゥーンの笑いの素はできたてのポップコーン。ここのポップコーンは「グーフィーの家でとれたとうもろこしを原料としている」らしい（という設定）。レストラン扱いとなっているポップコーンワゴンはこのワゴンと「ポップ・ア・ロット・ポップコーン」とトゥモローランドにある「ポッピングポッド」だけ。

### ヒューイ・デューイ・ルーイのグッドタイム・カフェ
| ヒューイ・デューイ・ルーイのグッドタイム・カフェ | ヒューイ・デューイ・ルーイのグッドタイム・カフェ |
| ------------------------------------------------ | ------------------------------------------------ |
| オープン日                                       | 1996年4月15日                                    |
| タイプ                                           | カウンターサービス                               |
| 座席数                                           | 約410席                                          |

ヒューイ・デューイ・ルーイのグッドタイム・カフェ(Huey, Dewey and Louie's Good Time Cafe)は、サンドウィッチやピザなどを扱うレストラン。座席数は約410席。大規模工事を行い、2014年7月1日より屋根の付いた座席が大幅に増えた。
バックグラウンドストーリー店名の「ヒューイ・デューイ・ルーイ」はドナルドダックの甥の名前。彼らは人間のボーイスカウトにあたるトゥーンたちのジュニア・ウッドチャックのメンバーで料理が得意。仲間たちからお店を開くことを提案され快諾。資金はアンクル・スクルージから、大工とペンキ仕事はドナルド叔父さんから手伝ってもらいお店が完成。

### ポップ・ア・ロット・ポップコーン
| ポップ・ア・ロット・ポップコーン | ポップ・ア・ロット・ポップコーン |
| -------------------------------- | -------------------------------- |
| オープン日                       | 2005年11月1日                    |
| タイプ                           | ワゴンサービス                   |

ポップ・ア・ロット・ポップコーン(Pop-A-Lot Popcorn)は、コーンポタージュポップコーンを扱うワゴン。2005年11月1日オープン。以前は「トゥーンポップ」と同じく甘いキャラメルポップコーンを扱っていた。
バックグラウンドストーリーこのワゴンはグーフィーが、ガスステーションでの給油や車のチューンアップをしたりするお客が一息つけるようにオープンした店。このポップコーンはチューンアップしすぎてワゴンの屋根を突き抜けてしまうほどの勢い。

### ミッキーのトレーラー
| ミッキーのトレーラー | ミッキーのトレーラー |
| -------------------- | -------------------- |
| オープン日           | 1996年4月15日        |
| タイプ               | ワゴンサービス       |

ミッキーのトレーラー(Mickey's Trailer)は、「スプリングロール」（洋風の春巻）を扱うワゴン。スプリングロールの中身は「エッグ&シュリンプ」と「ピザ」のどちらかから選択できる。夏期には「フローズンロングエクレア（アーモンドチョコレート）」を販売していたこともある。
バックグラウンドストーリー

ミッキーが休暇時に使う旅行用のトレーラーで、キャンプや釣りの道具を詰め込んである。休暇時に必ず大好物のスプリングロールを持っていく。ある日、出発直前にスタジオから連絡が入り、アカデミー賞授与式に出席するため休暇は延期に。せっかく作ったスプリングロールを捨ててしまうのはもったいないと、トレーラーを半分開けてフードスタンドにしたのがこのワゴンの始まり。

## トゥモローランド

### トゥモローランド・テラス
| トゥモローランド・テラス | トゥモローランド・テラス                             |
| ------------------------ | ---------------------------------------------------- |
| オープン日               | 1983年4月15日 (東京ディズニーランドと同時にオープン) |
| スポンサー               | 日本コカ・コーラ                                     |
| タイプ                   | カウンターサービス                                   |
| 座席数                   | 約1,540席                                            |

トゥモローランド・テラス(Tomorrowland Terrace)は、ハンバーガーやフライドポテトなどのファーストフードを扱う、カウンターサービスのレストラン。座席は屋内外合わせて約1,540席。
ハンバーガーなどのメニューは「プラザ・レストラン」でも販売していたが、リニューアルしたことに伴い、東京ディズニーランド内ではここだけでの取り扱いとなった。パーク内最大の広さを誇るレストラン。また、レストラン内にはステージがあり、キャラクターとのグリーティング撮影や、スペシャルイベント開催時にはショーが開催されることもある。スポンサーは日本コカ・コーラ。

過去にはそれぞれの惑星の名前がメニューにつけられていた。

### パン・ギャラクティック・ピザ・ポート
| パン・ギャラクティック・ピザ・ポート | パン・ギャラクティック・ピザ・ポート |
| ------------------------------------ | ------------------------------------ |
| オープン日                           | 1989年7月12日                        |
| タイプ                               | カウンターサービス                   |
| 座席数                               | 約710席                              |

パン・ギャラクティック・ピザ・ポート(Pan Galactic Pizza Port)は、ピザを専門に扱うカウンターサービスのレストラン。1989年7月12日、「ランチングパッド」の跡地にオープンした。座席数は屋内外1階と2階を合わせて約710席。以前は「チキンとベジタブルのピザ」「ソーセージとマッシュルームのピザ」に季節のピザ「トニー店長のおすすめピザ」を加えた3種のピザを販売していたが、現在はピザ1種「ソフトサラミソーセージのピザ」と「チキンとトマトのカルツォーネ」「シーフードクリームのカルツォーネ」を販売している。
世界のディズニーテーマパークにあるレストランで初めて「オーディオ・アニマトロニクス」を導入したレストランである。
バックグラウンドストーリー宇宙各地に支店を抱えるピザ・レストランチェーンの太陽系フランチャイズ第1号店。店長のイタリア系宇宙人トニー・ソラローニはいつも騒動ばかり起こし、10もの店舗を閉店に追い込んだ過去を持つ。度重なる失敗に憤慨したオーナーは「これが君へのラストチャンスだ」と言い、地球初出店となるレストランの主人にトニーを抜擢した。しかし、ここで上手く商売しないと、今度こそスパイス鉱山へ左遷されてしまうとか…。
ピザを作るのは全自動ピザ製造機PZ-5000。ソーラーパワーで作動する。

### プラズマ・レイズ・ダイナー
| プラズマ・レイズ・ダイナー | プラズマ・レイズ・ダイナー |
| -------------------------- | -------------------------- |
| オープン日                 | 2017年3月25日              |
| タイプ                     | カウンターサービス         |
| 座席数                     | 約930席                    |
| アルコール                 | ○                          |

プラズマ・レイズ・ダイナー(Plazma Ray's Diner)は、宇宙をイメージとしたライスボウルやデザートなどを扱う、カウンターサービスのレストラン。『プラザ・レストラン』の跡地に新設された。座席数は、2017年7月21日の全区画オープンにより約590席から増加し、現在は屋内外合わせて約930席。
なお、このレストランには出入り口が数ヶ所存在ありどこからでも出入りできるが、混雑時などでは出入り口が入口専用、出口専用に分けられることがある。
バックグラウンドストーリー小柄な宇宙人"プラズマ・レイ"がオーナーの宇宙全域で展開されているレストラン「プラズマ・レイズ・ダイナー」が地球初出店という設定。

### ポッピングポッド
| ポッピングポッド | ポッピングポッド   |
| ---------------- | ------------------ |
| オープン日       | 2004年7月15日      |
| タイプ           | カウンターサービス |

ポッピングポッド(The Poping Pod)は、キャラメルポップコーンを扱うレストラン。以前「トゥモローランド・チケットブース」だった場所に2004年7月15日にオープンした。

## 閉店した施設

### ワールドバザール

#### アイスクリームパーラー
| アイスクリームパーラー | アイスクリームパーラー                               |
| ---------------------- | ---------------------------------------------------- |
| オープン日             | 1983年4月15日 (東京ディズニーランドと同時にオープン) |

アイスクリームパーラー(Ice Cream Parlor)は、ワールドバザールにあったレストラン。
バックグラウンドストーリーこのレストランの跡地は現在、「スウィートハート・カフェ」があるが、このレストランを経営する夫婦がかつて営んでいたのが、この「アイスクリームパーラー」であった。店舗の変遷とバックグラウンドストーリーがリンクしているレストランである。

#### ペイストリーパレス
| ペイストリーパレス | ペイストリーパレス                                   |
| ------------------ | ---------------------------------------------------- |
| オープン日         | 1983年4月15日 (東京ディズニーランドと同時にオープン) |
| クローズ日         | 1991年8月31日                                        |

ペイストリーパレス(Pastry Palace)は、東京ディズニーランドの開園とともにオープンした、ワールドバザールにあったレストラン。後にクローズして、1991年11月28日からはお菓子類を販売するショップにリニューアルされて現在に至る。

#### レインボー・フルーツマーケット
| レインボー・フルーツマーケット | レインボー・フルーツマーケット |
| ------------------------------ | ------------------------------ |
| オープン日                     | 1992年11月3日                  |
| クローズ日                     | 1998年6月4日                   |

レインボー・フルーツマーケット(Rainbow Fruit Market)は、サンドウィッチやフルーツタルト、フレッシュジュースを扱っていた、ワールドバザールにあったレストラン。1992年11月3日に「シトラスハウス」の跡地にオープンした。スポンサーはドール。お店には専用の絞り機があり、絞りたてのジュースを提供していた。1998年6月4日にクローズし、跡地は「グレートアメリカン・ワッフルカンパニー」となっている。
バックグラウンドストーリーこのレストランはエスター・オリンが、多くの人に新鮮な果物を食べてもらうことを夢見て開いたお店である。エスター・オリンは、虹の先には金の壺があるという伝説を信じていた農家の娘である。開店当日にエスターは、ワゴンに果物を運んでいた時に嵐に巻き込まれた。エスターは雨宿りをしてやり過ごすと、空に大きな虹がかかっており、その虹の先はエスターのワゴンにつながっていた。このエピソードが店名の「レインボー」の由来である。

### アドベンチャーランド

#### ボイラールーム・バーベキュー
ボイラーをグリル代わりにして販売していたレストラン。ハンバーグやおにぎりが串刺しになったメニューであった。現在は、「ボイラールーム・バイツ」になっている。

### ウエスタンランド

#### チャックワゴン
| チャックワゴン | チャックワゴン |
| -------------- | -------------- |
| オープン日     | 1997年7月18日  |
| クローズ日     | 2019年3月14日  |
| タイプ         | ワゴンサービス |

チャックワゴン(Chuck Wagon)は、ウエスタンランドにあった「スモークターキーレッグ」専門のワゴン。また、夏限定でとうもろこしも販売していたが、現在は販売されていない。2019年3月14日にクローズした。

#### マイルロングバー
| マイルロングバー | マイルロングバー                                     |
| ---------------- | ---------------------------------------------------- |
| オープン日       | 1983年4月15日 (東京ディズニーランドと同時にオープン) |
| クローズ日       | 2010年（平成22年）1月5日                             |
| スポンサー       | ハウス食品                                           |
| タイプ           | カウンターサービス                                   |
| 座席数           | 約660席（「ハングリーベア・レストラン」と共用）      |
| PS               | 対象外                                               |

マイルロングバー(Mile Long Bar)は、夏はサンドウィッチ、冬はシチューボウルなどの軽食を扱っていた、カウンターサービスのウェスタンランドにあったレストラン。座席は屋内外合わせて約660席（ハングリーベア・レストランと共有）。スポンサーはハウス食品。一時期は自動演奏のピアノの演奏なども行われていた。ハングリーベア・レストランの座席拡大のリニューアルに伴い、2010年（平成22年）1月5日の15時ラストオーダーをもって閉店した。
バックグラウンドストーリー店名の「マイルロング」とは店内の両脇に鏡が付いていて合わせ鏡になっており、カウンターが1マイル以上も続いているように見える様子が由来。

#### ラッキーナゲット・カフェ
| ラッキーナゲット・カフェ | ラッキーナゲット・カフェ |
| ------------------------ | ------------------------ |
| オープン日               | 1987年7月4日             |
| クローズ日               | 2015年8月31日            |
| タイプ                   | カウンターサービス       |
| 座席数                   | 約400席                  |

ラッキーナゲット・カフェ(Lucky Nugget Cafe)は、ウエスタンランドにあったレストラン。フライドチキンなどを扱っていた。座席は屋外席のみで約400席。少し奥まったところにあるので、あまり混雑しない。ステージが併設されていた。 2016年11月22日にジュニア・ウッドチャックシリーズを題材とした『キャンプ・ウッドチャック』エリアのオープンに伴い2015年8月31日にクローズした。
バックグラウンドストーリー店名の「ラッキーナゲット」は「1859年のゴールドラッシュのさなか、ジョーンズという男が川で食器を洗っていたら金塊（ナゲット）を発見し、その金塊でこの店をオープン。すると店は大賑わいしジョーンズは大金持ちになった。」というバックグラウンドストーリーから。

#### キャンティーン
| キャンティーン | キャンティーン                                       |
| -------------- | ---------------------------------------------------- |
| オープン日     | 1983年4月15日 (東京ディズニーランドと同時にオープン) |
| クローズ日     | 2019年5月6日                                         |
| タイプ         | カウンターサービス                                   |

キャンティーン(The Canteen)は、ウエスタンランドのトムソーヤ島にある唯一の店舗。カウンターサービスのレストラン。トムソーヤ島にあるため、この店舗に行くにはアトラクション「トムソーヤ島いかだ」に乗らなければならない。いかだの運行終了の一時間前くらいには閉店してしまう。かつてはブレッドやシェイクを扱っていた。2019年5月6日にクローズした。

#### アルパインハウス
| アルパインハウス | アルパインハウス   |
| ---------------- | ------------------ |
| オープン日       | 1985年3月20日      |
| クローズ日       | 1998年2月          |
| タイプ           | カウンターサービス |

アルパインハウス(Alpine Haus)は、サンドウィッチを扱っていた、ファンタジーランドにあったカウンターサービスのレストラン。アルパインとはドイツ語でアルプスを意味し、スイスの山で食事をしている気分になれた。1985年3月20日に「アイスクリーム・ファンタジー」の跡地でオープンした。現在はクローズしており、その跡地には「クイーン・オブ・ハートのバンケットホール」がある。

### スモールワールド・レストラン
| スモールワールド・レストラン | スモールワールド・レストラン |
| ---------------------------- | ---------------------------- |
| オープン日                   | 1987年3月9日                 |
| クローズ日                   | 1998年11月13日               |
| タイプ                       | パフェテリアサービス         |

スモールワールド・レストラン(Small World Restaurant)は、洋食や中華料理のメニューを扱っていた、ファンタジーランドにあったバフェテリアサービスのレストラン。店内は海底のイメージで、魚やヒトデなどの海の生物をかたどった間接照明があった。1987年3月9日、「フォーコーナーズ・フードフェア」の跡地（イッツ・ア・スモールワールドの向かって右側に位置する）にオープン。ディズニーキャラクターブレックファストを実施し、スペシャルメニューとしてハッピー・アンバースデーケーキが登場した（これらは後に「クイーン・オブ・ハートのバンケットホール」に引き継がれた）。 1998年11月13日をもってクローズし、現在の跡地は「プーさんのハニーハント」となっている。

### トゥーンタウン

#### アウト・オブ・バウンズ・アイスクリーム
| アウト・オブ・バウンズ・アイスクリーム | アウト・オブ・バウンズ・アイスクリーム |
| -------------------------------------- | -------------------------------------- |
| オープン日                             | 1996年4月15日                          |
| クローズ日                             | 2015年12月13日                         |
| タイプ                                 | ワゴンサービス                         |

アウト・オブ・バウンズ・アイスクリーム(Out of Bounds Ice Cream)は、トゥーンタウンにあったミッキーマウスの形をしたクッキーではさんだアイスクリーム「ミッキーのクッキーサンドアイス」を扱うワゴン。季節、時間によってはクローズすることもある。2015年12月13日クローズ。
バックグラウンドストーリー店名の「アウト・オブ・バウンズ（Out of Bounds）」とはいわゆるゴルフのOBのこと。その由来はトゥーンタウンにある唯一のゴルフコース「トゥーンタウン・ティーズ」（正確にはゴルフコースという名の花壇）があり、その場外にあるワゴンという設定から。

### デイジーのスナックワゴン
| デイジーのスナックワゴン | デイジーのスナックワゴン |
| ------------------------ | ------------------------ |
| オープン日               | 1996年4月15日            |
| クローズ日               | 2015年3月17日            |
| タイプ                   | ワゴンサービス           |

デイジーのスナックワゴン(Daisy's Snack Wagon)は、トゥーンタウンにあったプレッツェルを扱うワゴン。また、夏季には「ミッキー・クッキーサンドアイス」や「イタリアンアイス」という商品も販売している。2013年3月17日をもってクローズ。
バックグラウンドストーリー

ヒューイ・デューイ・ルーイのグッドタイム・カフェで料理を手伝っていたが、それにあきたらずケータリングの店をオープンすることを決意。ヒューイ、デューイ、ルーイたちの店の調理場で料理し、オリジナルのスナックをお店の脇のワゴンで販売することにした。

#### グーフィーのドリンクスタンド
| グーフィーのドリンクスタンド | グーフィーのドリンクスタンド |
| ---------------------------- | ---------------------------- |
| オープン日                   | 1996年4月15日                |
| クローズ日                   | 2015年3月5日                 |
| タイプ                       | ワゴンサービス               |

グーフィーのドリンクスタンド(Goofy's Drink Stand)は、トゥーンタウンにあったソフトドリンクを扱うワゴン。メニューはコカ・コーラやキリンレモン、ペットボトル飲料など。また、冬季限定で「ホットレモネード」を販売する。2013年3月5日をもってクローズ。跡地に3月18日に新ワゴン「トゥーントーン・トリート」がオープン。
バックグラウンドストーリー

グーフィーの趣味は子供たちを集めて釣りやハイキングの方法を教えること。そのための資金集めにレモネードを販売したのが始まり。

### トゥモローランド

#### ランチングパッド
| ランチングパッド | ランチングパッド                                     |
| ---------------- | ---------------------------------------------------- |
| オープン日       | 1983年4月15日 (東京ディズニーランドと同時にオープン) |

ランチングパッド(Lunching Pad)は、フランクパイやミートパイを扱っていた、トゥモローランドにあったレストラン。跡地は「パン・ギャラクティック・ピザ・ポート」となっている。

#### スペースプレース・フードポート
| スペースプレース・フードポート | スペースプレース・フードポート                       |
| ------------------------------ | ---------------------------------------------------- |
| オープン日                     | 1983年4月15日 (東京ディズニーランドと同時にオープン) |
| クローズ日                     | 2017年10月10日                                       |
| タイプ                         | カウンターサービス                                   |
| 座席数                         | 約100席                                              |

スペースプレース・フードポート(Space Place FoodPort)は、サンデーを扱うレストラン。アトラクション「スタージェット」の1階部分にあり、全席テラス席だが屋根がついているので雨の日でも座れる。かつてはクロワッサンサンドイッチ、パイシーチキンやサーモンのラップサンドを販売していた。

トゥモローランド再開発により、2017年10月10日にクローズ。この時、10月1日から10月10日までの限定で同時にクローズする「スター・ジェット」のラストフライト限定ロゴが店のレシートに使われた。

#### ライトバイト・サテライト
| ライトバイト・サテライト | ライトバイト・サテライト |
| ------------------------ | ------------------------ |
| オープン日               | 1995年11月18日           |
| クローズ日               | 2017年10月17日           |
| タイプ                   | カウンターサービス       |

ライトバイト・サテライト(Lite Bite Satellite)は、チュロスの販売を専門としているチュロス専門ワゴン。ハニーレモンチュロス、ストロベリーチュロス、メロンソーダシュガーチュロスなど様々な味のチュロスを販売していた。

トゥモローランド再開発により、2017年10月17日にクローズ。

#### パーク内 バイシクルワゴン
パレードルートを移動しながらイタリアンアイスを販売。